# Trisha Biggar
Trisha Biggar (Glasgow, ...) è una costumista britannica.
Ha lavorato a molti progetti ad alto budget, tra i quali ricordiamo i prequel della saga fantascientifica di Guerre stellari del regista George Lucas e la serie televisiva Le avventure del giovane Indiana Jones.
La Biggar ha lavorato in film come "Silent Scream" del regista David Hayman e "Wild West".

## Filmografia parziale

### Cinema
- Star Wars - Episodio I - La minaccia fantasma (Star Wars: Episode I - The Phantom Menace), regia di George Lucas (1999)
- Star Wars - Episodio II - L'attacco dei cloni (Star Wars: Episode II - Attack of the Clones), regia di George Lucas (2002)
- Star Wars - Episodio III - La vendetta dei Sith (Star Wars: Episode III - Revenge of the Sith), regia di George Lucas (2005)
- Stone of Destiny, regia di Charles Martin Smith (2008)
- The Wife - Vivere nell'ombra (The Wife), regia di Björn Runge (2017)

### Televisione
- Le avventure del giovane Indiana Jones (The Young Indiana Jones Chronicles) - serie TV (1992-1993)
- Da Vinci's Demons stagioni 2 e 3 (2014 - 2015)
- Emerald City - miniserie TV (2017)